# Psittacella picta
Psittacella picta é uma espécie de papagaio da família Psittacidae.
Pode ser encontrada nos seguintes países: Indonésia (Nova Guiné Ocidental) e Papua-Nova Guiné.